# جيمي مور
جيمي مور (بالإنجليزية: Jimmy Moore)‏ هو لاعب كرة قاعدة أمريكي، ولد في 24 أبريل 1903 في باريس في الولايات المتحدة، وتوفي في 7 مارس 1986 في ممفيس في الولايات المتحدة.

## وصلات خارجية
- جيمي مور على موقعبيزبول رفرنس.كوم (الدوري الرئيسي) (الإنجليزية)
- جيمي مور على موقعبيزبول رفرنس.كوم (الدوري الثانوي) (الإنجليزية)